# Кусов, Николай Иванович
Кусов, Николай Иванович (19 (30) марта 1781 — 8 (20) сентября 1856) — видный купец и фабрикант, мануфактур советник, с.-петербургский городской голова, действительный статский советник и кавалер, благотворитель и общественный деятель. Из дворянского и баронского рода Кусовых.
Член Мануфактурного совета при Департаменте мануфактур и внутренней торговли и член Совета государственных кредитных установлений при Министерстве финансов. Старший почётный член Совета С.-Петербургского коммерческого училища и почётный член Попечительства Демидовского дома призрения трудящихся Ведомства учреждений императрицы Марии. Председательствующий директор Главного правления Российско-американской компании, чья память увековечена в географических названиях (мыс Кусова и остров Кусова, оба — архипелаг Шантарские острова).

## Биография
Сын петербургского 1-й гильдии купца, учредителя и акционера Российско-американской торговой компании, коммерции советника и кавалера Ивана Васильевича Кусова (1750—1819) и первой его жены, купеческой дочери Пелагеи Ивановны, урождённой Кокушкиной (1761—1797).
Образование получил домашнее. С 1789 состоял, вместе с братьями, при капитале и торговле отца. Семейство внесло заметный вклад в развитие торговли и промышленности Санкт-Петербурга в конце XVIII — начале XIX веков. Вело обширную оптовую торговлю лесом, железом, льном, пенькой, конопляным маслом, салом в России, торговало с Европой (Пруссией, Данией, Голландией, Англией, Францией, Испанией, Португалией и др.) и Северной Америкой. Основало в Санкт-Петербурге сахарную фабрику, поташный, водочный, кожевенный и красильный заводы. Поставляло товары для Императорского двора. Дважды награждалось правом использования Государственного герба Российской империи. Владело большим домовладением в 1-й линии Васильевского острова, близ Тучкова моста, по набережной р. Малой Невы (ныне — наб. Макарова), в приходе Екатерининской церкви, сохранившимся до наших дней. Главы семейства, в разное время возглавлявшие торгово-промышленный семейный капитал, более века «постоянно отличались на поприще торговли и промышленности, равно оказывали полезное участие в разных общественных делах», за что были пожалованы в дворянское и баронское достоинство Российской империи «в поощрение и других к столь похвальной, неуклонной на пользу отечественной торговли промышленности деятельности»
Достигнув совершеннолетия и женившись, Кусов не отделился от капитала отца, продолжал трудиться при его торговле и жить в отцовском доме. Однако, его первые публичные занятия связаны с общественными организациями: с 1809 по 1846 — член закрытого Английского собрания, его старшина с 20 февраля (4 марта) 1831 по 20 февраля (3 марта) 1832; с 1815 (1816) по 1822 — член и казначей масонской ложи «Избранного Михаила», чьи правила содержали прямые заимствования из «Зеленой книги» — устава Союза благоденствия, почётный член ложи «Восточного Светила» на востоке Томска и её «наместный представитель» при Великой ложе Астрея; с ноября 1817 по сентябрь 1856 — член Императорского Вольного экономического общества.
К концу 1810-х годов Кусов прочно вошел в круг общения известных политических и общественных деятелей России. С 14 (26) января 1819 — член-учредитель, а с 10 (22) февраля 1819 — казначей комитета, высочайше утверждённого С.-Петербургского Общества учреждения училищ по методе взаимного обучения (Беля и Ланкастера), известного как Вольное общество учреждения училищ взаимного обучения в С.-Петербурге. Целью Общества было создание бесплатных школ для обучения детей из бедных семей по системе, разработанной английским педагогом Д. Ланкастером. Действительными членами Общества также были брат — купец С. И. Кусов, и его супруга, действительный член Императорского женского патриотического общества Хиония (Фиония) Николаевна, урождённая Кувшинникова (1793—1856). Общество было создано видными общественными деятелями того времени, преимущественно входивших в масонскую ложу «Избранного Михаила», служившую местом встреч членов Союза благоденствия и др. декабристских организаций. Председателем комитета Общества был избран граф Ф. П. Толстой, его товарищами: Ф. Н. Глинка и Н. И. Греч, — секретарями состояли В. И. Григорович и В. К. Кюхельбекер. В том же — 1819, Общество открыло С.-Петербургское училище взаимного обучения и участвовало в организации подобных училищ в других городах. Наиболее известны школы М. Ф. Орлова в Киеве и В. Ф. Раевского в Кишиневе. Посредством Ланкастерской системы образования декабристы распространяли свои взгляды в солдатской среде. 1 (13) июня 1822 Н. И. Кусов был избран казначеем общества на новое 3-летие, а в ноябре 1825 Общество прекратило свою деятельность.
Продолжая дело отца, Кусов был деятельным организатором, благотворителем и членом комитета по строительству новой церкви Святой Великомученицы Екатерины, что на Васильевском острове, близ Тучкова моста, освященной в ноябре 1823. По завещанию, ему отошли кожевенный завод в Гавани, основанный в 1811, лавки и дома. В следующем — 1820, он основал, совместно с братьями Алексеем и Сергеем, торговый дом «С.-Петербургские первостатейные купца Ивана Кусова сыновья», а после смерти братьев возглавил фирму, в которой трудились и его племянники, возглавившие торговый дом после его смерти. За ним, нераздельно с братьями, в 1820-х состояло родовое имение: в С.-Петербурге два каменных дома, сахарный и кожевенный заводы, 15 каменных лавок, 6 каменных амбаров, большая дача «со службами и садом» на Каменном острове, на «полуденном крае того острова», дача с садом на Аптекарском острове, акции Российско-американской компании и др. капитал. От матери братья сонаследовали каменный дом, состоящий во 2-й Адмиралтейской части, во 2-м квартале, под № 35. Впоследствии владел в С.-Петербурге сохранившимся до наших дней 3-этажным каменным домом, состоящим в Литейной части, 2-го квартала, по набережной р. Фонтанки, под № 110/13-м, который продал гофмаршалу Его Императорского Высочества наследника Цесаревича, тайному советнику В. Д. Олсуфьеву, за 28 571 руб. серебром.
Тогда же — в 1820-х, началась плодотворная городская и государственная служба Н. И. Кусова, неразрывно связанная с общественной жизнью С.-Петербурга. По доверенности купеческого, мещанского, посадского, и цехового сословий избран на 3-летие с.-петербургским городским головой 24 марта (5 апреля) 1824. По той должности, одновременно он возглавил и комитет С.-Петербургской биржи (Биржевой комитет) — исполнительный орган общего собрания биржевого купечества, с 1816 по 1832 год действовавший на принципах самоуправления, до законодательного введения устава биржи.
Вскоре как фабрикант, ведущий крупную торговлю с Северной Америкой, 24 июня (6 июля) 1824 избран директором Главного правления и членом Особого совета, а с 1827 по 1844 год — председательствующим директором Главного правления Российско-американской компании; с 1844 и до конца жизни — член Главного правления компании. По той должности Н. И. Кусов вновь стал работать вместе с видными декабристами: 16 (28) апреля 1824 правителем канцелярии Главного правления компании был избран отставной артиллерии подпоручик, руководитель Северного общества К. Ф. Рылеев, который возглавил канцелярию компании 10 (22) ноября 1824 и пробыл на этом посту вплоть до восстания 14 (26) декабря 1825. Пытались ли декабристы расширить свои связи за счет части с.-петербургского купечества, видным представителем которого был Н. И. Кусов, разделял ли он их политические взгляды, не известно. Получив в наследство 36 акций компании, переданных в капитал торгового дома «С.-Петербургские первостатейные купца Ивана Кусова сыновья», по списку акционеров 1825 года Кусов владел 25-ю, а по списку 1835 — 115-ю именными акциями компании, что являлось, по-прежнему, небольшим пакетом акций. Однако, это свидетельствовало о том, что при выборе директора акционеры руководствовались, главным образом, личными и деловыми качествами Н. И. Кусова, его возможностью в положительную сторону повлиять на выработку политики компании. Об этом же свидетельствует тот факт, что в его честь был назван остров Шантарского архипелага в Охотском море — о. Кусова, открытый П. Т. Козьминым в 1830 году. Впоследствии, как член Главного правления Российско-американской компании, 13 (25) декабря 1850 Н. И. Кусов подписал устав Российско-финляндской китоловной компании, совместно учреждённой Российско-американской компанией и Обществом судохозяев города Або для производства в Восточном (Тихом) океане ловли китов и с целью распространения торговли и развития мореплавания.
После разрушительного наводнения 1824 года, несмотря на то, что сам понес огромные убытки вследствие порчи товара, находившегося в Гавани, Н. И. Кусов, по должности головы и по купеческой корпорации, принял деятельное участие в восстановлении городского хозяйства и помощи пострадавшим. В ноябре 1824 от биржевого купечества избран членом и председателем особого биржевого комитета для пособия и призрения пострадавших от наводнения; от жителей Васильевского острова — членом частного комитета Васильевского острова о пособии пострадавшим от наводнения; как городской голова назначен членом высочайше утверждённого Центрального комитета о пособии разорённым наводнением в С.-Петербурге, закрытого в 1828.
По его же предложению, в октябре 1825 года С.-Петербургское купеческое общество постановило выдать единовременно 25 000 руб. на ремонт здания С.-Петербургского коммерческого училища, деятельности которого исполнилось 25 лет, и в течение 4-х лет собрать капитал в размере 100 000 руб. для взноса в Сохранную казну, проценты с которого — 5 000 руб., ежегодно предоставлять в распоряжение училища; до составления указанного капитала купцы постановили 5 000 руб. предоставлять училищу ежегодным пожертвованием. 8 (20) ноября 1825 императрица Мария Фёдоровна доложила Александру I о сделанном купечеством пожертвовании и испросила его согласия на назначение Кусова почётным членом Совета С.-Петербургского коммерческого училища. Получив согласие уже нового императора — Николая I, с 24 декабря 1825 (5 января 1826) Кусов определён почётным членом Совета училища. В отличие от выборной должности городского головы, эта должность была государственной, а потому дата считается днём вступления Кусова в государственную статскую службу. В той должности он прослужил до своей кончины, был пожалован в чин генеральского ранга и внёс весомый вклад в развитие училища и коммерческого образования в России.
Одновременно с назначением, тем же высочайшим рескриптом, Н. И. Кусов был награждён одной из самых редких и исключительных монарших наград. Мария Фёдоровна пожаловала его собственноручно гравированной памятной золотой медалью в честь сына: «Б. М. Александр. Император и Самодержец Всеросс. Избавитель Народов. Александру Благословенному. 19 марта 1814. Мария Р.» — обычно именуемой золотой медалью «В честь Александра I. 1814». Общеизвестно, что, возвратившись в Россию, Александр I принял эту награду в честь победы над Наполеоном и взятия Парижа только по той причине, что она была изготовлена трудами его матери — талантливым гравёром и единственной женщиной-медальером в истории царской России. До настоящего времени доподлинно не известно, сколько таких медалей в золотом исполнении было отчеканено на Монетном дворе, но счет идет на штуки, а цена их продажи на антикварных аукционах достигает сотен тысяч долларов. Золотой медалью награждались члены монарших фамилий и высшие чиновники империи за особые заслуги; серебряными и бронзовыми медалями награждались менее именитые кавалеры. Пожалование золотой медалью купца, хотя первостатейного и городского головы, но не имевшего даже чина Табели о рангах, которое состоялось всего две недели спустя после восстания декабристов, придавало этой награде Кусова особый монарший символизм и особое благоволение императрицы Марии Фёдоровны за 25-летние его и его отца труды в деле попечения над училищем.
Как городской голова, Н. И. Кусов был назначен членом временного комитета, учреждённого для определения пособия потерпевшим от пожара, случившегося 18 (30) апреля 1826 в Каретной части C.-Петербурга. Тогда же — в апреле, по представлению Центрального комитета о пособии разорённым наводнением С.-Петербурга и по удостоению Комитета министров, по должности с.-петербургского городского головы и званию купца 1-й гильдии, высочайше пожалован орденом Святой Анны 2 степени 21 апреля (3 мая) 1826. Определением С.-Петербургского дворянского депутатского собрания от 8 (20) мая 1826, утверждён в правах потомственного дворянства и внесен в 1 часть дворянской родословной книги. С 13 (25) июля 1826 он находился в Москве депутатом от С.-Петербургского городского общества при торжествах коронации императора Николая I, за что был награжден серебряной медалью 1-го разбора. По должности городского головы, из купцов 1-й гильдии пожалован чином надворного советника 12 (24) октября 1826.
В награду «за оказанное им усердие и труды по построению в Санкт-Петербурге знания Ордонансгауза» пожалован алмазными знаками к ордену Святой Анны 2 степени 4 (16) февраля 1827. Избран вторично, на новое 3-летие, с.-петербургским городским головой 12 (24) февраля 1827. Как городской голова состоял членом различных комиссий и комитетов: с 4 (16) мая 1827 по 30 сентября (12 октября) 1827 — член комитета, созданного по высочайшему рескрипту от 4 (16) мая 1827, на имя министра юстиции, для рассмотрения существующих законоположений по предмету обеспечения взаимной доверенности в торговых и денежных оборотах и для начертания нового проекта Общего Узаконения (законодательства о банкротстве); высочайше назначен членом комитета сооружения Триумфальных ворот в честь Гвардейского корпуса, под председательством Е. И. Высочества великого князя Михаила Павловича, 14 (26) августа 1827; по высочайшему указу от 7 (19) октября 1827, на имя М. М. Сперанского, назначен членом комитета, учреждённого для постановления правил к ограничению частного кредита (комитета для соображения законов, к вексельному уставу принадлежащих).
В годы исполнения им обязанностей городского головы, тратил немало времени и личных средств на помощь городской медицине, приютам и церквам. По должности городского головы, избран членом комитета С.-Петербургской городской лечебницы 10 (22) октября 1827; состоял членом комитета С.-Петербургской глазной лечебницы. По высочайшему повелению, назначен членом Совета, учреждённого для управления Обуховской городской больницей с домом умалишенных, богадельней и сиротским домом (Попечительного совета заведений общественного призрения в С.-Петербурге) 6 (18) января 1828, одновременно с его учреждением. Кусов состоял членом Совета с 1828 по 1833, а с 1829 по 1833 — непременным членом его Присутствия. За труды и пожертвования к пользе церкви Божией Матери «Всех скорбящих Радости» при Обуховской городской больнице был удостоен монаршего благоволения императрицы Марии Фёдоровны 22 июля (3 августа) 1828.
Под председательством Н. И. Кусова проходили практически все сборы пожертвований с.-петербургского купечества на различные нужды. На сооружение Триуфальных ворот в честь Гвардейского корпуса пожертвовано 50 000 руб., за что 18 сентября 1827 всему купеческому обществу столицы объявлено монаршее благоволение. Тогда же, по инициативе Н. И. Кусова, пожертвованы 21 000 тыс. руб.: на оказание помощи погорельцам Кролевецкого повета Черниговской губ. (1000 руб.); на нужды С.-Петербургского комитета призрения малолетних бедных (2000 руб.); на нужды Совета Императорского Человеколюбивого общества (2000 руб.); на нужды Комитета для оказания помощи погорельцам г. Або в Финляндии (15000 руб.); на сооружение памятника М. В. Ломоносову в Архангельске (1000 руб). По своей должности, по купеческому состоянию, и чтя семейные традиции гостеприимства отца, тратил немало времени на организацию различных торжественных (благотворительных) мероприятий. По его инициативе, С.-Петербургское купеческое общество 16-18 декабря 1828 дало торжественный обед для всех офицеров и нижних чинов Сводного гвардейского полка. Кусов возглавил «великолепное» пиршество, которое посетил командующий Гвардейским корпусом, Е. И. Выс. Великий князь Михаил Павлович. Уделял внимание и траурным мероприятиям. В том же — 1828, испросил высочайшее разрешение для городского общества, отслужить в Петропавловском соборе обедню и панихиду по усопшей императрице Марии Фёдоровне, которые прошли 25 ноября, в присутствии 600 человек от всех сословий городского общества, во главе с Кусовым.
Кусов, в том же — 1828, по предложению статс-секретаря императрицы Марии Фёдоровны Г. И. Вилламова, согласился продать казне своё знаменитое родовое домовладение на Васильевском острове, близ Тучкова моста, для устройства новой городской больницы, по правой стороне р. М. Невы, для бедных жителей Васильевской и Петербургской частей столицы. 13 (25) августа 1828 в общем собрании Попечительного совета заведений общественного призрения был заслушан положительный отзыв архитектора Доменико Квадри: «Как означенный дом Кусова, находящийся при Неве реке, по своей огромности, прочности и большому пустопорозжему месту, для помещения больницы весьма удобен, и ещё выгоден со стороны той, что находясь в лучшей части Васильевского острова, близок оный и к Петербургской стороне; — так что предполагаемая в нем больница равно могла бы открыта быть для жителей обеих сих частей города, посему совет считает полезным оный дом, уступаемый владельцем решительно за 375 тысяч рублей государственными ассигнациями, купить». Императрица Мария Фёдоровна одобрила покупку и 31 августа (12 сентября) 1828 избрала в попечители больницы сенатора А. В. Васильчикова. Вскоре она скончалась. Однако, в декабре 1828 родовой особняк Кусова был куплен казной для устройства васильеостровской больницы, получившей название во имя Святой Марии Магдалины, открытой 24 октября (5 ноября) 1829 и работающей по настоящее время. По доверенности Попечительного совета заведений общественного призрения, купчая на каменный дом коммерции советника Алексея и надворного советника Николая Кусовых, «со всяким при оном строением и землей, состоящий Васильевской части, в 3-м квартале, под № бывшим 276 и 277, а ныне 276 и 284, за 375 000 рублей», была оформлена попечителем Обуховской городской больницы, действительным статским советником Алексеем Даниловичем Стогом, и в мае 1830 явлена во 2-м департаменте С.-Петербургского магистрата.
C 9 (21) марта 1828 — учредитель, директор правления и казначей акционерной С.-Петербургской Земледельческой компании для водворения и утверждения в России плодопеременного сельского хозяйства (Земледельческой компании). Компания формально существовала с 1828 по 1833, но деятельность не начала и в 1831 была прекращена по недостатку акционерного капитала. Тогда же Кусов утверждается в звании мануфактур-советника: высочайше назначен членом Мануфактурного совета при Департаменте мануфактур и внутренней торговли М-ва финансов 19 (31) октября 1828, открытие которого состоялось 30 ноября (12 декабря) 1828.
По должности и званию городского головы, пожалован «в воздаяние отличного усердия его к службе» чином коллежского советника 8 (20) декабря 1828. Высочайше утверждён членом комитета (директором) Общества попечительного о тюрьмах 19 (31) января 1829. Делал пожертвования в пользу домовой церкви Спаса Всемилостивого при городской тюрьме (Литовском замке). В 1844 от комитета Общества назначен наблюдателем за сбором и распределением пожертвований в пользу улучшения содержания арестантов, с высочайшего соизволения открытых комитетом в часовне при тюремной церкви. 
Указом от 12 (24) декабря 1829 назначен непременным членом Присутствия Попечительного совета заведений общественного призрения в С.-Петербурге, по званию с.-петербургского городского головы.
Как городской голова, к 1830 году Н. И. Кусов увеличил сбор городских доходов против 1824 года до 580 тыс. руб., несмотря на уничтожение некоторых доходных бюджетных статей. Был избран в третий раз с.-петербургским городским головой 14 (26) января 1830. Высочайшим рескриптом от 3 (15) августа 1830, данного на имя ген.-адъютанта, генерала от кавалерии, сенатора, князя В. С. Трубецкого, за труды по комитету Общества попечительного о тюрьмах объявлено высочайшее благоволение, а уже 12 (24) августа 1830 государь император, «приемля в уважение отличное засвидетельствование начальства о трудах коллежского советника Кусова, по званию с.-петербургского градского главы, и вообще полезную его службу», повелеть соизволил: объявить Кусову особое Его Величества благоволение. В том же году Кусов получил в награду бриллиантовый перстень, с вензелевым изображением имени Его Величества.
Особая распорядительность и расторопность, организаторский талант Н. И. Кусова проявились во время эпидемии 1830—1831, когда русская армия, возвратившаяся с русско-турецкой войны, принесла из Болгарии холеру. При появлении её признаков в столице, в сентябре 1830 с.-петербургское купеческое общество, по предложению Кусова, уредило на свой счет городскую общественную больницу для бедных гражданского сословия (купцов, мещан, цеховых, вдов и их сирот) на 200 коек, для устройства которой выделялось из городских сумм 50 000 руб. и 23 октября 1830 был нанят и в короткое время приспособлен для нужд больницы дом умершего коммерции советника Соколова, в 3-м квартале, Московской части, под № 437. Как уредитель и по званию городского головы Н. И. Кусов был избран председателем Комитета городской общественной больницы, его брат — коммерции советник Алексей, членом комитета. Больница стала предтечей создания Дома престарелых и увечных граждан (Волковской купеческой богадельни), учреждённого купеческим обществом в то же время. После аудиенции Николая I, с 26 июня 1831 Кусов занимался устройством «содержавшихся на счет купечества особых холерных больниц в 13 частях города», получив на те цели из Государственного казначейства 130 000 руб. и от купеческого общества ещё 160 000 руб., и состоял попечителем таких больниц в последующие годы. Был казначеем частных пожертвований, доставляемых городскому голове «в пользу сирот, оставшихся после умерших холерой отцов и матерей». Холерная эпидемия унесла жизни тысяч петербуржцев. Только благодаря совместным с полицией и армией усилиям, разбивке города на части, установлению жесткого карантинного контроля, окуриванию серой товаров и почты, постройке холерных бараков удалось победить болезнь. Высочайшим указом от 13 (25) сентября 1831, в награду отличного усердия и особенных трудов по принятию в С.-Петербурге мер против холеры, пожалован орденом Святого Владимира 3 степени. Высочайшим рескриптом от 3 (15) декабря 1831, за труды по званию члена Временного комитета, учреждённого для вспоможения пострадавшим от холеры, пожалован монаршим благоволением. В то непростое время оставался деятельным членом Императорского Вольного экономического общества.
По должности городского головы, ходатайствовал перед министром народного просвещения относительно устройства при Владимирском уездном училище С.-Петербургского учебного округа дополнительного курса коммерческих наук, бухгалтерии и отечественного законоведения 4 (16) марта 1831; попечителем С.-Петербургского учебного округа приглашен членом комиссии Главного правления училищ для разработки штатов и положения дополнительного курса того училища как наиболее уважаемый представитель купеческого сословия и сведущий в практической части торговли 4 (16) октября 1832. Членом той же комиссии был приглашен и его брат — коммерции советник Алексей. Основу курса составили предложения, разработанные с использованием опыта преподавания наук в С.-Петербургском коммерческой училище.
Заслуги Н. И. Кусова по городской службе были отмечены гражданской наградой. С высочайшего соизволения С.-Петербургское купеческое общество поднесло ему в 1832 на золотом блюде именной золотой кубок с надписью: «Господину С.-Петербургскому Градскому Голове Коллежскому Советнику и кавалеру Н. И. Кусову от С.-Петербургского купечества, 1832, в знак благодарности». C братом — Алексеем, пожалован дипломом с гербом на дворянское достоинство Российской империи 8 (20) июля 1832. На 31 августа (12 сентября) 1832 от биржевого купечества и по званию городского головы состоял членом Совета государственных кредитных установлений М-ва финансов. Членом того же Совета состоял брат — коммерции советник Алексей. Совет, возглавляемый председателем Государственного совета, являлся независимым наблюдательным учреждением и высшим органом надзора за кредитными установлениями и за их деятельностью: рассматривал отчеты кредитных организаций и учреждений, проводил ревизии отчетов, освидетельствование касс и кладовых кредитных билетов, монет и драгоценных металлов.
В начале 1833 Кусов отказался от избрания городским головой на четвёртое 3-летие. Его преемником по той должности, с 11 (23) января 1833 был избран однофамилец матери, первостатейный купец А. П. Кокушкин.
1 (13) апреля 1833 объявлено монаршее благоволение за 5-летние труды по званию члена Попечительного совета заведений общественного призрения в С.-Петербурге, «по уважению усердной и полезной службы бывшего градского главы коллежского советника Кусова». Выйдя в отставку с городской службы, Кусов, по-прежнему, оставался на государственной. Назначался на должности в разных ведомствах и членом разных комиссий и комитетов. С 1831 по 1836 — член комитета о построении Чесменской военной богадельни для призрения старых и увечных воинов, состоявшей в ведении «Комитета 18 августа 1814 г.» (Александровского комитета о раненых). Для пополнения городской казны, по распоряжению c.-петербургского генерал-губернатора от 15 (27) мая 1833, он вошел в состав комитета для изыскания новых источников городских доходов и сокращения расходов. С 20 июля 1833 состоял членом комитета о построении казарм лейб-гвардии Литовского полка, для двух батальонов, «с экзерциргаузом и церковью во имя Архистратига Михаила, на Выборгской стороне, близ Самсоньевской церкви, на месте бывшей заставы». Высочайшим указом от 6 (18) декабря 1836, по званию бывшего члена комитета о построении казарм лейб-гвардии Литовского полка, в награду отлично-усердной и ревностной службы, пожалован в статские советники. Как член Совета С.-Петербургского коммерческого училища, пожертвовал 1000 руб. на строительство нового 3-этажного училищного корпуса, с устройством в верхнем этаже училищной домовой церкви первоверховных апостолов Петра и Павла (ныне — ул. Ломоносова, д. 9), освященной 14 (26) октября 1838. С 1843 по 1850 — член комитета о построении постоянного моста через Неву (ныне — Благовещенский мост).
В том же — 1839, служил попечителем частной лечебницы, на Петербургской стороне, у Тучкова моста, в доме под № 489, под непосредственным начальством с.-петербургского военного ген.-губернатора состоящей, учреждённой в холерном 1831 году и «поныне на собственном иждивении иногородними купцами, опочецким 2-й гильдии купцом и кавалером Василием Калгиным, Петром Немиловым и Павлом Крутиковым содержимой». В 1831 та больница была учреждена по инициативе Н. И. Кусова как временная холерная, на пожертвования попечителей: опочецкого купца Василия Калгина, стародубовского купца Логина Крутикова, фатежского купца Александра Корабкова, ржевского купеческого сына Петра Немилова — для рабочих пенькового буяна близ Тукова моста; в 1832 преобразована в постоянную частную купеческую «Ивановскую больницу для бедных жителей Петербургской стороны», в ней же лечились приходящие в навигацию на судах рабочие пенькового буяна. Кусов состоял попечителем больницы с 1832 года «из особенного к нему со стороны учредителей уважения» и содержалась в образцовом состоянии. По его предложению, в 1835 к прежним 25 койкам было добавлено ещё 10.
В июне 1841 утверждён членом, а с 23 сентября (5 октября) 1842 по 4 (16) июня 1845 — председателем строительной комиссии по постройке церкви Святителя Митрофана Воронежского, на Митрофаниевском кладбище С.-Петербурга. В пользу той церкви пожертвовал образ святителя Митрофана.
Учредитель и председатель комитета о построении Дома призрения престарелых и увечных граждан и его заведений. Одним из двух депутатов от с.-петербургского купечества, которых возглавлял с.-петербургский городской голова, 1 (13) июля 1842 удостоен аудиенции Николая I и Александры Фёдоровны, с приглашением в кабинет Его Величества, для «поднесения всеподданнейшего поздравления со всерадостным днем совершения 25-летия Богом благословенного брака Их Величеств». Император и императрица, выслушав поздравительный Адрес, изъявили депутатам монаршее благоволение купеческому сословию и городскому обществу, за учреждение в память юбилея Приюта для призрения и воспитания пятидесяти бедных круглых сирот женского пола, купеческого и мещанского звания, при Доме призрения увечных и престарелых граждан. Александра Фёдоровна удостоила каждого из депутатов личным общением и каждого пожаловала своим высочайшим благоволением. Как и учреждаемый в честь юбилея Приют, Дом призрения престарелых и увечных граждан на 200 человек был основан по предложению Н. И. Кусова, во время холерной эпидемии, в заседании С.-Петербургского купеческого общества 18 (30) ноября 1830, при содействии военного генерал-губернатора гр. П. К. Эссена. Располагался на ул. Расстанной, 20. Первоначально именовался Волковской купеческой богадельней. Храм при Доме призрения, во имя Святителя Николая Чудотворца, расположенный на верхнем этаже здания, был построен при деятельном участии Кусова и освящен 9 (21) июля 1833. На содержание заведения Купеческое общество жертвовало ежегодно по четверть копейки с рубля объявленного купцами капитала; принимались также личные пожертвования. Заведение состояло под личным покровительством императора, и 21 июля (2 августа) 1833 ему было «даровано положение, упрочившее его существование». При содействии Кусова при заведении были основаны: госпиталь на 30 коек; Николаевская торговая школа для мальчиков (в пристроенном в 1839—1841 А. Ф. Щедриным восточном флигеле здания), Александринская коммерческая школа для девочек, названная в честь императрицы Александры Федоровны (в пристроенном в 1842—1844 западном флигеле). После смерти Николая I в его память Дом призрения расширили до 500 мест и стали официально именовать «Николаевским» (неофициально — Николаевской купеческой богадельней).
Призрение детей и юношества — одно из важнейших направлений благотворительности Кусова. Он был действительным членом (21-й по старшинству вступления) благотворительного общества «Сословие для призрения малолетних бедных», учреждённого в 1816 при Императорском Человеколюбивом обществе и открывшего в С.-Петербурге «Дом призрения малолетних бедных». С самого открытия — в декабре 1834, и до конца жизни Н. И. Кусов становится членом комитета и благотворителем С.-Петербургской городской детской больницы, занимавшей домовладение под № 31—33, по ул. Большой Подьяческой, 4-го квартала, 3-й Адмиралтейской части. Ежегодно он вносил 200 руб. в пользу больницы. Комплекс зданий больницы сохранился до наших дней.
Высочайшим указом от 31 марта (12 апреля) 1844, по ходатайству попечителя С.-Петербургского коммерческого училища и по званию члена Совета училища, награжден табакеркой, с вензелевым изображением Высочайшего имени, бриллиантами украшенной, «за отличное усердие в отправлении сей обязанности». Как член Совета, в 1845 пожертвовал на расширение здания училища 1000 руб. серебром. «За усердие к пользам этого заведения» пожалован монаршим благоволением 26 июня (8 июля) 1845. Как старший почётный член Совета училища, в 1846 исполнял обязанности попечителя и председателя Совета училища на время отсутствия Его Императорского Высочества, принца П. Г. Ольденбургского, и «поручение сие исполнено с отличным усердием». Согласно удостоению Комитета министров, «за полезные труды его» Кусов пожалован монаршим благоволением 3 (15) августа 1846.
Должность члена Совета С.-Петербургского коммерческого училища была основной, но не единственной государственной его службой в учреждениях Ведомства императрицы Марии, различных комиссиях и советах. По сведениям 1846 года, Н. И. Кусов состоял на службе в 11 ведомствах и занимал 36 должностей. В том же — 1846, награждён знаком отличия беспорочной службы за «XX» лет. По совокупности заслуг, за многочисленные и обширные труды, и по званию члена Совета С.-Петербургского коммерческого училища, произведен в действительные статские советники 5 (17) октября 1848.
Кусов неоднократно избирался гласным С.-Петербургской городской общей думы и делегатом различных её комиссий. По высочайшему повелению, С.-Петербургским Биржевым комитетом 15 (27) ноября 1844 избран особым депутатом от биржевого купечества для проведения ревизии золотых и серебряных монет, и слитков драгоценных металлов, на общую сумму 70 464 245.99 руб., составлявших фонд Экспедиции государственных кредитных билетов и Депозитной кассы, и подлежавших к перевозке в новое здание Монетного двора, построенного в Петропавловской крепости. С 2 (14) декабря 1844 по 14 (26) декабря 1844 присутствовал при ревизии указанных средств в кладовых Экспедиции государственных кредитных билетов и при их перевозке в Петропавловскую крепость. В 1848 от купеческого отделения Общей думы делегирован гласным в специально образованную предварительную комиссию по рассмотрению впервые составляемой Городской росписи на 1848 год, высочайше утверждённой 3 (15) мая 1848. Для «окончательного дополнения» Росписи и «вообще для участия в Губернском комитете», от Общей думы, гласным от купечества, Кусов делегирован для работы в особом С.-Петербургском губернском комитете, под председательством губернатора, который составлял итоговый бюджет (Роспись) города и через министра внутренних дел представлял его в Государственный совет для высочайшего утверждения.
По представлению Попечительства Демидовского дома призрения трудящихся, в сентябре 1853 года высочайше назначен почётным членом Демидовского дома призрения трудящихся. 
За пожертвования, делаемые в пользу нижних чинов лейб-гвардии Финляндского полка во время Восточной (Крымской) войны 1853—1856, Кусов 9 (21) июля 1854 пожалован монаршим благоволением «за радушие, войскам оказанное». Он же, вместе с племянником — А. А. Кусовым, как совладелец торгового дома «С.-Петербургские первостатейные купца Ивана Кусова сыновья», пожертвовал в пользу русского флота 150 руб. сверх сбора, установленного для первостатейных купцов С.-Петербургской городской общей думой.
Был известен как обладатель художественной коллекции картин русских художников: А. Г. Варнека, А. Е. Егорова, В. А. Тропинина, О. А. Кипренского и др. Его гравированный портрет начала 1830-х, работы Ивана Павловича Фридрица, находится в собрании Государственного Эрмитажа; в 1830-х этот же портрет (литографированый) продавался в книжных магазинах и эстампных лавках столицы по 5 руб. В годовщину столетия торгового дома (1866) две копии с портрета Н. И. Кусова, кисти Ф. М. Славянского, были написаны для Николаевского Дома призрения престарелых и увечных граждан С.-Петербургского купеческого общества и для С.-Петербургской купеческой управы. Н. И. Кусов неоднократно упоминается в многочисленных мемуарах видных деятелей России XIX века.
Высочайшим приказом от 11 (23) ноября 1856 за № 229, по ведомству учреждений императрицы Марии, исключен из списков умершим, по должности и званию почётного члена Совета С.-Петербургского коммерческого училища. Одновременно исключен из списков почётных членов Демидовского дома призрения трудящихся и состоящей при нём школе бедных детей, того же ведомства.

## Торговля и коммерция
Торговый дом «С.-Петербургские первостатейные купца Ивана Кусова сыновья», в обиходе именуемый «Ивана Кусова сыновья», по меркам столичной биржевой торговли не был крупным предприятием. В 1820-х годах Кусов проживал в родовом доме, на углу 1-й линии Васильевского о-ва и Глухого переулка, близ Тучкова моста, на берегу р. Малой Невы, который в 1829 продал казне под устройство больницы Св. Вмц. Марии Магдалины для жителей Васильевской и Петербургской частей. Там же был и второй дом: в 1830-х жил на Васильевском о-ве, в 1-м квартале, в Биржевом переулке, в доме купца Ивана Мичурина, под № 15, где находилась и контора торгового дома «Ивана Кусова сыновья» (адрес конторы: Васильевская часть, 1-го квартала, по Загибенина переулку, близ Биржи, в доме И. Мичурина, № 15), он же — дом Кусова; в 1840-х контора находилась по 10-й линии Васильевского о-ва, близ Малого проспекта, в доме купца Григ. Ларион. Золотарева, под № 34.
По сведениям 1827 года, сахарный завод сыновей Ив. Кусова в С.-Петербурге, на котором трудилось 27 рабочих, вырабатывал 11 170 пудов рафинада, 3960 пудов мелиса и 4675 пудов патоки. Продукция была отмечена наградами: на 3-й С.-Петербургской мануфактурной выставке 1833 года, «Ивана Кусова сыновья» награждены малой золотой медалью за сахар. Эпидемия холеры нанесла существенный материальный ущерб городскому хозяйству, коммерции и финансам. Во время эпидемии резко сократилась мелкорозничная торговля, из-за карантинов прервались устойчивые торговые связи С.-Петербурга с другими губерниями, пострадала международная торговля. В 1831 «Ивана Кусова сыновья» торговали как экспортными, так и импортными товарами: привоз составил 86 000 руб., экспорт 77 015 руб.; в 1832 году фирма торговала через порт, главным образом, привозными товарами: импорт составил 97 200 руб., а экспорт лишь 1 402 руб.; в 1833 году торговля шла только привозными товарами на сумму 32 000 руб.; в 1835 году торг через Морской порт прекратился вовсе; в 1836 году торг восстановился, импорт составил 65 651 руб., экспорта не было.
К середине 1830-х годов производство и торговля фирмы братьев Кусовых стала ориентироваться на внутренний рынок Российской империи, а на первое место выходит кожевенное производство. По купчей от 12 марта 1835, писанной во 2-м д-те С.-Петербургской гражданской палаты, коммерции советник Алексей и коллежский советник Николай Ивановы Кусовы продали с.-петербургскому 1-й гильдии купцу, коммерции советнику и кавалеру Прокофию Иванову Пономареву, каменные биржевые амбары, состоящие Васильевской части, в 1-м квартале, под № 13-м и 20-м, ассигнациями за 50 000 руб. В том же — 1835, единокровный, по отцу, их брат — купец 2-й гильдии Василий Иванович Кусов (27.07.1801—16.08.1872), самостоятельно торговавший через Морской порт, продал все свои 2-этажные каменные торговые лавки и кладовые, на Невском проспекте, в Гостином дворе, под № 12, 17 и 56, с.-петербургскому купцу Фролу Агафонову Лопатину, за 78 300 руб. ассигнациями.
Кроме Российской-американской компании, в течение 1820-х — 1840-х годов Н. И. Кусов становится учредителем, акционером, директором и казначеем различных коммерческих предприятий, многие из которых продолжали свою деятельность до большевистского переворота в октябре 1917 года. В 1827 становится первым акционером учреждённого Российского страхового от огня общества, в капитале которого, вместе с братом Алексеем, ему принадлежало 60 акций. В октябре 1830 становится, с братом Алексеем, учредителем и одним из директоров первого в С.-Петербурге акционерного общества для развития общественного транспорта — «С.-Петербургской компании фаэтонов», начавшей деятельность 11 (23) февраля 1831. В общем собрании акционеров Второго российского страхового от огня общества от 2 (14) июня 1835, избран кандидатом в директора общества. С 19 февраля (3 марта) 1838 — член-учредитель акционерного С.-Петербургского Водопроводного общества, получившего 20-летнюю привилегию на свою деятельность; отказался от звания учредителя того общества 12 (24) октября 1838. С 19 ноября (1 декабря) 1838 — член-учредитель и директор правления акционерных С.-Петербургской и Московской компаний для хранения и залога громоздких движимостей, получивших 10-летнюю привилегию на свою деятельность. С 5 (17) января 1839 — член-учредитель и директор правления акционерной Компании газоосвещения Васильевского острова в С.-Петербурге (Компании на акциях для освещения газом Васильевского о-ва в С.-Петербурге), с объявленным капиталом в 1 млн руб., совместно с братом — коммерции советником Алексеем, и оптиком-механиком И. В. Рейхенбахом, получившей 10-летнюю привилегию на свою деятельность. В составе депутации 16-ти наиболее почётных представителей от с.-петербургского купечества, которую возглавляли городской голова и придворный банкир барон Л. И. Штиглиц, 25 января (6 февраля) 1842 удостоен аудиенции императора Николая I, в связи с высочайшим утверждением проекта С.-Петербурго-Московской железной дороги, для выражения «всеподданнейшей благодарности за сей новый знак Всемилостивейшего попечения о пользах и процветания коммерции». С 26 августа (7 сентября) 1844 стал членом-учредителем и председателем правления Российского морского и речного страхового общества, занимавшегося транспортным страхованием; первое общее собрание акционеров общества состоялось 18 (30) декабря 1845. Однако, Н. И. Кусов на нём не присутствовал, так как сложил с себя звание учредителя и вышел из капитала общества ещё 6 (18) апреля 1845.
Одновременно с возрастанием участия Кусова в трудах всевозможных ведомств, комитетов и комиссий, коммерческих обществ, возрастало качество выпускаемой фирмой продукции. На 2-й Московской мануфактурной выставке 1835 года торговый дом был награжден похвальным листом «за подошвенные кожи». На 5-й С.-Петербургской мануфактурной выставке 1839 года с.-петербургские первостатейные купцы «Ивана Кусова сыновья» награждены большой золотой медалью «за обширное производство отличной выделки кож», по отделу «Продукция скотоводства и вырабатываемые из них изделия», за выделку кож подошвенных, выростковых и опойковых, мостовья, производимых большей частью для внутреннего потребления в России. После пожалования Н. И. Кусова чином генеральского ранга, на 8-й С.-Петербургской мануфактурной выставке 1849 года торговый дом «С.-Петербургские первостатейные купца Ивана Кусова сыновья» был награждён высшей наградой — Государственным гербом Российской империи, «за обширное производство отличных подошвенных кож, особенно мостовые», на что последовало высочайшее утверждение 16 (28) августа 1850. Награда являлась высшим знаком качества XIX века для промышленности и давала право использовать изображение Государственного герба на фабричных изделиях, вывесках, в рекламе и пр. На 5-й Московской мануфактурной выставке 1865 года фирма «Ивана Кусова сыновья», в лице статского советника А. А. Кусова, была награждена правом повторного использования изображения Государственного герба «за кожи и сафьян». Продукция фирмы (коллекция дубильных и красильных растений для кожевенного производства, кожи, сафьян, мостовья) была представлена на Парижской всемирной выставке 1867.

## Награды
- Памятная золотая медаль императрицы Марии Фёдоровны «В честь Александра I. 1814» (24.12.1825);
- Орден Святой Анны 2 степени (21.04.1826);
- Памятная серебряная медаль «Коронация Николая I. 1826» (13.07.1826);
- Алмазные знаки ордена Святой Анны 2 степени (4.02.1827);
- Монаршее благоволение императрицы Марии Фёдоровны (22.07.1828) за труды к пользе церкви Божией Матери «Всех скорбящих Радости» при Обуховской городской больнице;
- Чин коллежского советника (8.12.1828), за отличие;
- Монаршее благоволение (3.08.1830) за труды по комитету Общества попечительного о тюрьмах;
- Монаршее особое благоволение (12.08.1830) за труды по званию с.-петербургского городского головы и «вообще полезную службу»;
- Бриллиантовый перстень c вензелевым изображением имени Е. И. В. (1830) за те же труды;
- Орден Святого Владимира 3 степени (13.09.1831);
- Монаршее благоволение (3.12.1831) за труды по званию члена Временного комитета, учреждённого для вспоможения пострадавшим от холеры;
- Именной золотой кубок на золотом блюде от с.-петербургского городского общества (1832) за городскую службу;
- Монаршее благоволение (1.04.1833) за 5-летние труды в Попечительном совете заведений общественного призрения в С.-Петербурге;
- Чин статского советника (6.12.1836), за отличие;
- Монаршее благоволение императрицы Александры Фёдоровны (1.07.1842) за труды по Николаевскому Дому призрения престарелых и увечных граждан и его заведениям;
- Табакерка с вензелевым изображением имени Его Величества, бриллиантами украшенная (31.03.1844), за труды и отличное усердие по званию члена совета С.-Петербургского коммерческого училища;
- Монаршее благоволение (26.06.1845) «за усердие к пользам» С.-Петербургского коммерческого училища;
- Монаршее благоволение (03.08.1846) за временное исполнение обязанностей попечителя и председателя совета С.-Петербургского коммерческого училища и «за полезные труды»;
- Знак отличия беспорочной службы «XX» (22.08.1846);
- Чин действительного статского советника (5.10.1848), за отличие;
- 3нак отличия беспорочной службы «XXV» (22.08.1852);
- Монаршее благоволение (9.07.1854) за «радушие, войскам оказываемое»

## Происхождение
Купеческий род Кусовых, выслуживших дворянское и баронское достоинство Российской империи, происходил из крестьян села Клементьева Московского уезда, принадлежавшего Троице-Сергиевому монастырю, упоминаемых в Синодиках с 1610 года. При Успенской церкви с. Клементьева был похоронен прадед Н. И. Кусова — Григорий Васильев Кусов (1697—1777), имевший отхожий промысел в С.-Петербурге. Дед — Василий Григорьев Кусов (1729—1788), в 1748 году женился на дочери клементьевского бобыля Неониле Яковлевой Тарбинской (1731—1791). Торговал виноградными винами «сначала в лавке под Красною горою близ Пятницкой церкви, потом с 1755 г. близ Рождественской церкви под тою же горою». Составив себе хорошее состояние, в 1766 он перенёс «своё местопребывание» в С.-Петербург, где записался в с.-петербургские 2-й гильдии купцы и стал налаживать оптовую торговлю с Европой. Этот год — 1766, считается годом основания купеческой фирмы В. Г. Кусова, которую впоследствии возглавил его внук — Н. И. Кусов, дослужившийся до чина действительного статского советника, а после него правнук — А. А. Кусов, пожалованный в баронское достоинство Российской империи в год столетия фирмы. В 1826 году Н. И. Кусов положил в Московскую сохранную казну на вечное обращение 1000 руб. ассигнациями, с назначением процентов в пользу священнослужителей Успенской церкви с. Клементьева за поминовение его родителей.

## Семья
- Отец — с.-петербургский первостатейный купец и именитый гражданин, благотворитель и общественный деятель И. В. Кусов, служил заседателем С.-Петербургского губернского магистрата, смотрителем над денежной казной в С.-Петербургском приказе общественного призрения (1786—1789), помощником главного надзирателя С.-Петербургской городской больницы, заседателем в Совестной суде (1792—1795); с 5 (16) февраля 1800 — почётный член Совета С.-Петербургского коммерческого училища; с 27 марта (8 апреля) 1800 пожалован званием коммерции советника, одновременно с его учреждением; по доверенности министров коммерции[139], участвовал в собрании для производства работ, необходимых для улучшения существующих искусственных водных путей сообщения и сооружения новых, и рассмотрения правил по развитию торгового мореплавания и кораблестроения[140], составлении устава о банкротах (1800) и исправлял другие поручения по коммерческой части; в качестве эксперта приглашался в заседания Совета императора Павла I, для разработке предложений о таможенном тарифе. Избирался от купечества членом С.-Петербургской ликвидационной комиссии М-ва коммерции (1807—1813); присутствовал в Коммерц-коллегии при экзаменах маклеров, определяемых на службу в Морской порт; избирался от купечества членом Учетной конторы Государственного ассигнационного банка. В июне 1810 подал прошение на имя императрицы Марии Фёдоровны с просьбой более не определять его, по состоянию здоровья, ни к каким выборным должностям, сверх им исправляемых, как от правительства, так и от с.-петербургского купечества, на что 27 июля (8 августа) 1811 последовало высочайшее отношение Его Величества на имя министра внутренних дел. Тем не менее, в 1818 был вновь избран от купечества членом Совета Государственных кредитных установлений, открытие которого состоялось 22 февраля (6 марта) 1818[141]. Незадолго до кончины, в 1819 избран в действительные члены Московского общества любителей коммерческих знаний[142]. Судовладелец, один из учредителей и акционеров Российско-американской торговой компании с 1799 года. Предположительно в его, или его отца честь, русскими промышленниками-поморами был назван остров Кусова Земля[143] близ южного берега архипелага Новая Земля в проливе Карские Ворота[144]. Был масоном и «большим поклонником таланта» гр. Ф. П. Толстого[145], которому покровительствовал и с семьей которого был в дружеских отношениях. По воспоминаниям дочери гр. Ф. П. Толстого, в бальном зале своего дома устраивал грандиозные приёмы и маскарады, которые «напоминали сказки Шехерезады»[146]. Очевидец 7 (19) января 1812 записал: «Вечером бал у купца Кусова, было до 500 персон разного люда. Танцевали много экосезов, было более ста пар. Ужин очень умеренный»[147]. В 1806 пожертвовал 10 тыс. руб. «на военные нужды», в 1812 — 35 000 руб. (1/10 своего капитала)[148], в счет 2 млн руб., собранных на военные нужды с.-петербургским купечеством[149]. Кавалер орд. св. Иоанна Иерусалимского (19.12.1800), орд. св. Владимира 4 ст. (22.08.1817); в августе 1814 награждён бронзовой медалью «В память Отечественной войны 1812 года», на Анненской ленте[150]. Был женат трижды, оставив от трех браков восемнадцать детей.

- Брат — Алексей Иванович Кусов (10.03.1779—16.07.1848), с.-петербургский и московский 1-й гильдии купец, с.-петербургский именитый гражданин, коммерции советник c 23 июля (4 августа) 1810[151], потомственный дворянин, благотворитель и общественный деятель. В 1810-х служил управляющим торговой конторой отца в Москве, в Мясницкой части. С 1822 по 1826 год — от с.-петербургского купечества директор Государственного коммерческого банка; с 1827 — чл. Совета Государственных кредитных установлений М-ва финансов; с 1829 — чл. Коммерческого совета по внешней торговле при М-ве финансов; с 1839 — учредитель и член Совета 5-классного Высшего коммерческого пансиона в С.-Петербурге[152], его директор. Почётный член Совета С.-Петербургского коммерческого училища. Вместе с братом — Николаем, был учредителем и акционером различных коммерческих компаний, в том числе был акционером Российско-американской компании. Действительный член Императорского Вольного экономического общества  — с 1809, и Московского общества любителей коммерческих знаний — с 1810 года. Масон, первый надзиратель ложи «Избранного Михаила». Один из деятельных борцов с эпидемией холеры 1831 года, устроитель С.-Петербургской мануфактурной выставки 1839 года. Основал при Волковском кладбище больницу для престарелых, увечных и одержимых болезнями граждан. Приумножая семейный капитал, выкупал торговлю близких родственников, в частности, единокровного, по отцу, брата — с.-петербургского купца 2-й гильдии Ивана Ивановича Кусова (1.09.1800—8.08.1853)[153]. Кавалер орд. Св. Анны 3-й ст. (24.12.1826)[154], орд. Св. Владимира 4-й ст. (18.12.1831)[155], орд. Св. Станислава 3-й ст. (29.03.1836)[156], орд. Св. Станислава 2-й ст. с императорской короной (16.04.1841)[157]. Награждён «за особенные труды по званию члена Совета Государственных кредитных установлений» высочайшим бриллиантовым перстнем (22.02.1845)[158], и именной золотой медалью Императорского Вольного экономического общества[159]. А. И. Кусов (под № 152) изображен в знаменитой картине Г. Г. Чернецова, изображающей парад и молебствие по случаю окончания военных действий в Царстве Польском на Марсовом поле в 1831[160]. Его портрет кисти О. А. Кипренского находится в Государственном Русском музее[161]; кисти В. А. Тропинина — в московском Музее В. А. Тропинина и московских художников его времени[162]. Старшие дети А. И. Кусова от брака (7.01.1806[163]) с девицей Екатериной Ивановной Хмельницкой, дочерью умершего статского советника Ивана Парфентьевича Хмельницкого: Владимир (1810—6.03.1816) и Екатерина (1814—6.03.1816), — умерли в один день в Москве и были похоронены на кладбище Покровского монастыря[164]. В родословной Кусовых они отсутствуют.

Н. И. Кусов был женат дважды.
- Первая жена, с 1807[165] — 16-летняя девица Елизавета Николаевна Тухачевская (1791—16.01.1869), дочь надворного, а впоследствии статского советника[166], архангельского и тульского губернатора Н. С. Тухачевского[167], двоюродного брата, по матери, Ф. Ф. Вигеля, оставившего о первом, несчастливом, её браке воспоминания, относящиеся к 1814—1815 и 1820—1830 годам[168]. Тульская помещица и домовладелица[169]. С 1812 действительный член Императорского женского патриотического общества[11]. Родная сестра командира Тверского драгунского полка, 1-й бригады 7-й лёгкой кавалерийской дивизии, 1-й бригады 2-й лёгкой кавалерийской дивизии, 2-й бригады 1-й уланской дивизии, генерал-майора Николая Николаевича Тухачевского[170], закончившего службу в должности наказного атамана Дунайского казачьего войска[171]. Другой её брат — командир Олонецкого пехотного полка, полковник Александр Николаевич Тухачевский, погиб в бою во время Польского восстания 1831, оставив сыновей Николая и Михаила. Двоюродная сестра, по матери, прототипа литературных героев, штабс-ротмистра Н. В. Киреевского[167]. По воспоминаниям современников, дачная соседка и собеседница императора Александра I[172]. После смерти императора окончательно разошлась с мужем и уехала к родителям в Москву, где во втором (гражданском) браке (не ранее 1826)[173] сожительствовала с французом, вольнопрактикующим лекарем, служившим в Москве, вдовцом Петром Карловичем (Pierre Charles Мarie de Launay) Делоне[167] (25.01.1793—09.08.1853), лечившего её от нервной болезни: впоследствии медико-хирургом Московской медико-хирургической академии, членом Физико-медицинского о-ва при Московском у-те, принимавшего активное участие в прекращении эпидемии холеры в Москве, за что был пожалован орд. Св. Владимира 4 ст. (22.05.1831); с 6 (18) августа 1850 из отставных лекарей определён в службу старшим врачом при Симбирских богоугодных заведениях, с производством в чин коллежского регистратора[174]. Согласно мемуарам Ф. Ф. Вигеля, в гражданском браке имела шестерых детей обоего пола[175]: дочь — Зинаида, родилась и крещена 16 марта 1830, восприемники — военно-рабочего батальона подполковник Гаврила Власьевич Трубников и бабка, статская советница Надежда Александровна Тухачевская[176].

Вигель вспоминал, что родители Е. Н. Кусовой были не богаты и в долгах. Однако, сама Елизавета в средствах не нуждалась, активно покупала и продавала недвижимые имения. Несмотря на разлад в семье и отъезд жены в Москву, Н. И. Кусов обеспечивал её содержание. В имущественных её сделках Е. Н. Кусова именовалась по чину мужа — коллежской советницей. Нанимала квартиры московских домовладельцев, в 1830 жила в доме княгини Марии Дмитриевны Ухтомском, урождённой княжны Голицыной. По купчей от 21.06.1833, писанной во 2-м д-те Московской гражданской палаты, коллежская советница Е. Н. Кусова, от поручика и кавалера Авраама (Абрама) Петровича Зубкова, купила недвижимое имение, состоящее Московской губ., Подольского уезда, в дер. Чулпановой и дер. Малинках, в коем было 108 ревизских муж. пола душ дворовых и крестьян, с женами их и детьми, землей и угодьями, за 54 000 руб. ассигнациями. По купчей от 25.07.1834, писанной там же, от статской советницы Екатерины Борисовны Уваровой, купила недвижимое имение, состоящее в Бронницком уезде, Московской губ., в деревнях Старой и Островцах, в коем, по 8-й ревизии — 1834, было крепостных крестьян муж. пола 90 душ, с их семьями и землей, за 30 000 руб. ассигнациями; по купчей от 21.05.1836, писаной там же, продала то имение корнету Петру Александровичу Нарышкину, за 44 500 руб. ассигнациями. По купчей от 9.11.1836, писанной там же, от коллежской асессорши Анны Ивановны Петровой, купила недвижимое имение, состоящее во Владимирской губ., Переславль-Залесского уезда, в сельце Конакине (Аксёново тож), в коем, по 8-й ревизии, было крестьян муж. пола 21 душа, за 23 000 руб. ассигнациями. По духовной матери, статской советницы Надежды Александровны Тухачевской, явленной 19.01.1848 во 2-м д-те Московской гражданской палаты, коллежская советница Е. Н. Кусова была назначена её душеприказчицей: получила по завещанию всё движимое имение и документы матери; недвижимое имение, состоящее в дер. Новой, Судогодского уезда, Владимирской губ., в коем было 3 муж. пола души, наследовал брат — ген.-майор Н. Н. Тухачевский; дворовых людей наследовали Е. Н. Кусова, её брат и племянники — Николай и Михаил Александровы Тухачевские, а также казна; цена всему завещанному имению объявлена 15 000 руб. ассигнациями и 30 руб. серебром.
- Вторая жена (ок. 1836) — прусская подданная, девица Мария-Елизавета Ивановна Фальк (8.01.1796—26.12.1862)[179], после замужества именовавшаяся статской, а затем действительной статской советницей Кусовой. По-видимому, родственница с.-петербургских купцов Гардеров, имевших торг в Морском порту. По купчей от 10.04.1834, писанной во 2-м департаменте С.-Петербургской гражданской палаты, Нанси (Нания, Наталия Людвиговна) Гардер[180], вдова доктора медицины, лейб-медика императора Александра I, действительного статского советника Д. Д. Гардера, исполняя волю духовной супруга, продала иностранке, девице Марии-Елизавете Фальк, каменный дом, состоящий Васильевской части, во 2-м квартале, в 1-й линии В.О., под № 115[181] (по Табели 1836: левая сторона 1-й линии В. О., под № 31 / правая сторона Песочного переулка, под № 30), за 35000 руб.[182] В начале 1820-х — второй половине 1830-х за девицей Марией Фальк (статской советницей М. И. Кусовой) значилось второе домовладение, в Галерной гавани Васильевского о-ва, по 1-й улице, на Большом проспекте, под № 31[183] (по Табели 1822: правая сторона 13-й линий, под № 915, а прежде под № 197; по Табели 1836: правая сторона 13-й линии, под № 914 и 915). В 1849[184] за ней то же благоприобретённое имение: каменный дом о 3-х и 2-х этажах, Васильевской части, 2-го квартала, в три этажа — по 1-й линии В. О., под № 31 / в два этажа — по ул. Песочной, под № 31. В соседнем доме под № 29, по ул. Песочной, был открыт С.-Петербургский высший коммерческий пансион, учредителем, членом Совета и директором которого стал её деверь — коммерции советник Алексей Иванович Кусов. За ней же дача в Екатерингофе, 4-го квартала, Нарвской части[185].

Оба брака Н. И. Кусова были бездетны.